# Casteren
Casteren est un village d'environ 1 000 habitants dans la commune néerlandaise de Bladel, dans la province du Brabant-Septentrional. Casteren est situé à 3 km au nord de Hapert et environ 20 km au sud-ouest d'Eindhoven.

## Histoire
Le nom de Casteren vient probablement du latin castrum (campement). Cette hypothèse étymologique est renforcée par la présence des vestiges romains.
Jusqu'en 1997, Casteren faisait partie de la commune de Hoogeloon, Hapert en Casteren.